# Viktor Pečovský
Viktor Pečovský (ur. 24 maja 1983 w Breźnie) – słowacki piłkarz grający na pozycji pomocnika. Od 2011 roku jest zawodnikiem klubu MŠK Žilina.

## Kariera klubowa
Swoją karierę piłkarską Pečovský rozpoczął w klubie Tatran Čierny Balog. Następnie w 1998 roku podjął treningi w Dukli Bańska Bystrzyca. W 2000 roku awansował do kadry pierwszej drużyny Dukli. W sezonie 1999/2000 zadebiutował w Dukli w pierwszej lidze słowackiej. W 2000 roku spadł z Duklą do drugiej ligi, a do pierwszej powrócił w 2003 roku. W sezonie 2004/2005 zdobył z Duklą Puchar Słowacji. W Dukli rozegrał 226 meczów i strzelił 37 goli.
Latem 2011 Pečovský przeszedł do MŠK Žilina. W klubie tym swój debiut zanotował 17 lipca 2011 w zremisowanym 1:1 domowym meczu z MFK Košice. W sezonie 2011/2012 wywalczył z Žiliną mistrzostwo Słowacji oraz zdobył Puchar Słowacji.
| Sezon   | Klub                   | Kraj     | Rozgrywki   | Mecze | Bramki |
| ------- | ---------------------- | -------- | ----------- | ----- | ------ |
| 1999/00 | Dukla Bańska Bystrzyca | Słowacja | Corgoň liga | 3     | 0      |
| 2000/01 | Dukla Bańska Bystrzyca | Słowacja | II liga     | ?     | ?      |
| 2001/02 | Dukla Bańska Bystrzyca | Słowacja | II liga     | ?     | ?      |
| 2002/03 | Dukla Bańska Bystrzyca | Słowacja | II liga     | ?     | ?      |
| 2003/04 | Dukla Bańska Bystrzyca | Słowacja | Corgoň liga | 32    | 2      |
| 2004/05 | Dukla Bańska Bystrzyca | Słowacja | Corgoň liga | 28    | 0      |
| 2005/06 | Dukla Bańska Bystrzyca | Słowacja | Corgoň liga | 29    | 1      |
| 2006/07 | Dukla Bańska Bystrzyca | Słowacja | Corgoň liga | 35    | 0      |
| 2007/08 | Dukla Bańska Bystrzyca | Słowacja | Corgoň liga | 30    | 2      |
| 2008/09 | Dukla Bańska Bystrzyca | Słowacja | Corgoň liga | 26    | 0      |
| 2009/10 | Dukla Bańska Bystrzyca | Słowacja | Corgoň liga | 14    | 2      |
| 2010/11 | Dukla Bańska Bystrzyca | Słowacja | Corgoň liga | 29    | 1      |
| 2011/12 | MŠK Žilina             | Słowacja | Corgoň liga | 30    | 2      |
| 2012/13 | MŠK Žilina             | Słowacja | Corgoň liga | 30    | 1      |

## Kariera reprezentacyjna
W swojej karierze Pečovský grał w młodzieżowych reprezentacjach Słowacji. W dorosłej reprezentacji zadebiutował 15 sierpnia 2012 w wygranym 3:1 towarzyskim meczu z Danią, rozegranym w Odense.